# AC Sparta Praha/Saison 2013
Dieser Artikel listet Erfolge und Fahrer des Radsportteams AC Sparta Praha in der Saison 2013 auf.

## Erfolge in der UCI Europe Tour
Für die UCI Europe Tour 2013 gab es folgende Erfolge:
| Datum   | Rennen                | Kat. | Fahrer            |
| ------- | --------------------- | ---- | ----------------- |
| 25. Mai | 7. Etappe An Post Rás | 2.2  | Tomáš Okrouhlický |

## Zugänge – Abgänge
| Zugänge         | Team 2012 | Abgänge           | Team 2013     |
| --------------- | --------- | ----------------- | ------------- |
| Radovan Doležel | Neoprofi  | Athanasios Markoš | Experiment 23 |
| Pavel Kopecký   | Neoprofi  | Jiří Doležal      | Unbekannt     |
| Tomáš Medek     | Neoprofi  | Daniel Vejmelka   | Unbekannt     |

## Mannschaft
| Name              | Geburtstag         | Nationalität |
| ----------------- | ------------------ | ------------ |
| Radovan Doležel   | 22. Februar 1994   | Tschechien   |
| Tomáš Holub       | 25. September 1990 | Tschechien   |
| Martin Hunal      | 8. September 1989  | Tschechien   |
| Jan Klabouch      | 23. Januar 1990    | Tschechien   |
| Pavel Kopecký     | 15. November 1994  | Tschechien   |
| Rostislav Krotký  | 19. Oktober 1976   | Tschechien   |
| Tomáš Medek       | 9. Februar 1993    | Tschechien   |
| Jiří Nesveda      | 14. Mai 1985       | Tschechien   |
| Tomáš Okrouhlický | 4. November 1985   | Tschechien   |
| Ondřej Pávek      | 23. September 1980 | Tschechien   |
| Václav Viktorin   | 11. August 1989    | Tschechien   |